# Steroidogenezni inhibitor
Steroidogenezni inhibitor je tip leka koji inhibira jedan ili više enzima koji učestvuju u steroidogenezi, biosintezi endogenih steroida i steroidnih hormona. Oni su slični po dejstvu i upotrebi sa antigonadotropinima, koji isto tako supresuju steroidogenezu, ali imaju različit mehanizam dejstva.

## Primeri
- Inhibitori aromataze kao što su anastrozol, eksemestan, aminoglutetimid, i testolakton inhibiraju formiranje estrogena i koriste se u tretmanu raka dojke, ginekomastije, i drugih oboljenja zavisnih od estrogena.
- Inhibitori 5α-reduktaze kao što su finasterid i dutasterid blokiraju produkciju dihidrotestosterona iz testosterona i korišteni su u tretmanu benigne prostatička hiperplazije, androgenetske alopecije, i hirsutizma. Međutim, oni isto tako sprečavaju formiranje neurosteroida kao što je alopregnanolon i 3α-androstanediol i bili su asocirani sa nizom nuspojava među kojima su depresija, strepnja, i seksualna disfunkcija.
- Inhibitori 17α-Hidroksilaze/17,20 lijaze kao što su ketokonazol, ciproteron acetat, bifluranol, i abirateron acetat blokiraju biosintezu androgena i koriste se u tretmanu raka prostate i drugih oboljenje zavisnih od androgena.
- Inhibitori 3β-Hidroksisteroid dehidrogenaze i 11β-hidroksilaze kao što su trilostan, metirapon, i ketokonazol blokiraju produkciju glukokortikoida i korise se u dijagnozi i tretmanu Kušingovog sindroma.
- Inhibitori enhima odvajanja bočnih lanaca holesterola kao što su aminoglutetimid i ketokonazol inhibiraju formiranje svih steroidnih hormona iz holesterola i mogu se koristiti za mnoštvo indikacija.
- Drugi, neselektivni inhibitori steroidogeneze kao što su danazol i gestrinon inhibiraju produkciju estrogena i koriste se u tretmanu endometrioze.